# Citroenkorst
Citroenkorst is een groep korstmossen:
| Nederlandse naam          | Wetenschappelijke naam     | groeit op                                                                                       | Foto |
| ------------------------- | -------------------------- | ----------------------------------------------------------------------------------------------- | ---- |
| Texelse citroenkorst      | Caloplaca alstrupii        | bomen                                                                                           |      |
| Amerikaanse citroenkorst  | Caloplaca brouardii        | steen                                                                                           |      |
| Grijze citroenkorst       | Caloplaca chlorina         | lichte, zure substraten, zoals baksteen, basalt en graniet                                      |      |
| Essencitroenkorst         | Caloplaca flavorubescens   | laanbomen                                                                                       |      |
| Bruinrode citroenkorst    | Caloplaca haematites       | laanbomen                                                                                       |      |
| Witte citroenkorst        | Caloplaca teicholyta       | horizontale delen van oude muren van baksteen, beton en liggende grafstenen van harde kalksteen |      |
| Schubbige citroenkorst    | Flavoplaca arcis           | baksteen en beton                                                                               |      |
| Gewone citroenkorst       | Flavoplaca citrina         | steen en bomen                                                                                  |      |
| Valse citroenkorst        | Flavoplaca flavocitrina    | steen                                                                                           |      |
| Lichte citroenkorst       | Flavoplaca limonia         | steen                                                                                           |      |
| Gewone zeecitroenkorst    | Flavoplaca maritima        | steen                                                                                           |      |
| Gelobde zeecitroenkorst   | Flavoplaca marina          | steen                                                                                           |      |
| Kleine citroenkorst       | Flavoplaca oasis           | steen                                                                                           |      |
| Kerkcitroenkorst          | Flavoplaca ruderum         | steen                                                                                           |      |
| Betoncitroenkorst         | Gyalolechia flavovirescens | rotsen, kalksteen, cement en beton                                                              |      |
| Boomcitroenkorst          | Polycauliona phlogina      | laanbomen                                                                                       |      |
| Isidieuze zeecitroenkorst | Polycauliona verruculifera | steen                                                                                           |      |
| Zuidelijke citroenkorst   | Pyrenodesmia albolutescens | baksteen, beton van oude muren en bestrating                                                    |      |
| Donkere citroenkorst      | Pyrenodesmia variabilis    | steen                                                                                           |      |
| Platte citroenkorst       | Variospora aurantia        | steen                                                                                           |      |
| Oranje citroenkorst       | Variospora dolomiticola    | steen                                                                                           |      |
| Gelobde citroenkorst      | Variospora flavescens      | (half)beschaduwde muren van oude gebouwen                                                       |      |
| Fraaie citroenkorst       | Variospora thallincola     | steen en hout                                                                                   |      |
| Smalle citroenkorst       | Xanthocarpia crenulatella  | steen                                                                                           |      |
| Octopuscitroenkorst       | Xanthocarpia diffusa       | steen                                                                                           |      |
| Kalkcitroenkorst          | Xanthocarpia lactea        | steen                                                                                           |      |